# 24 Ore di Daytona

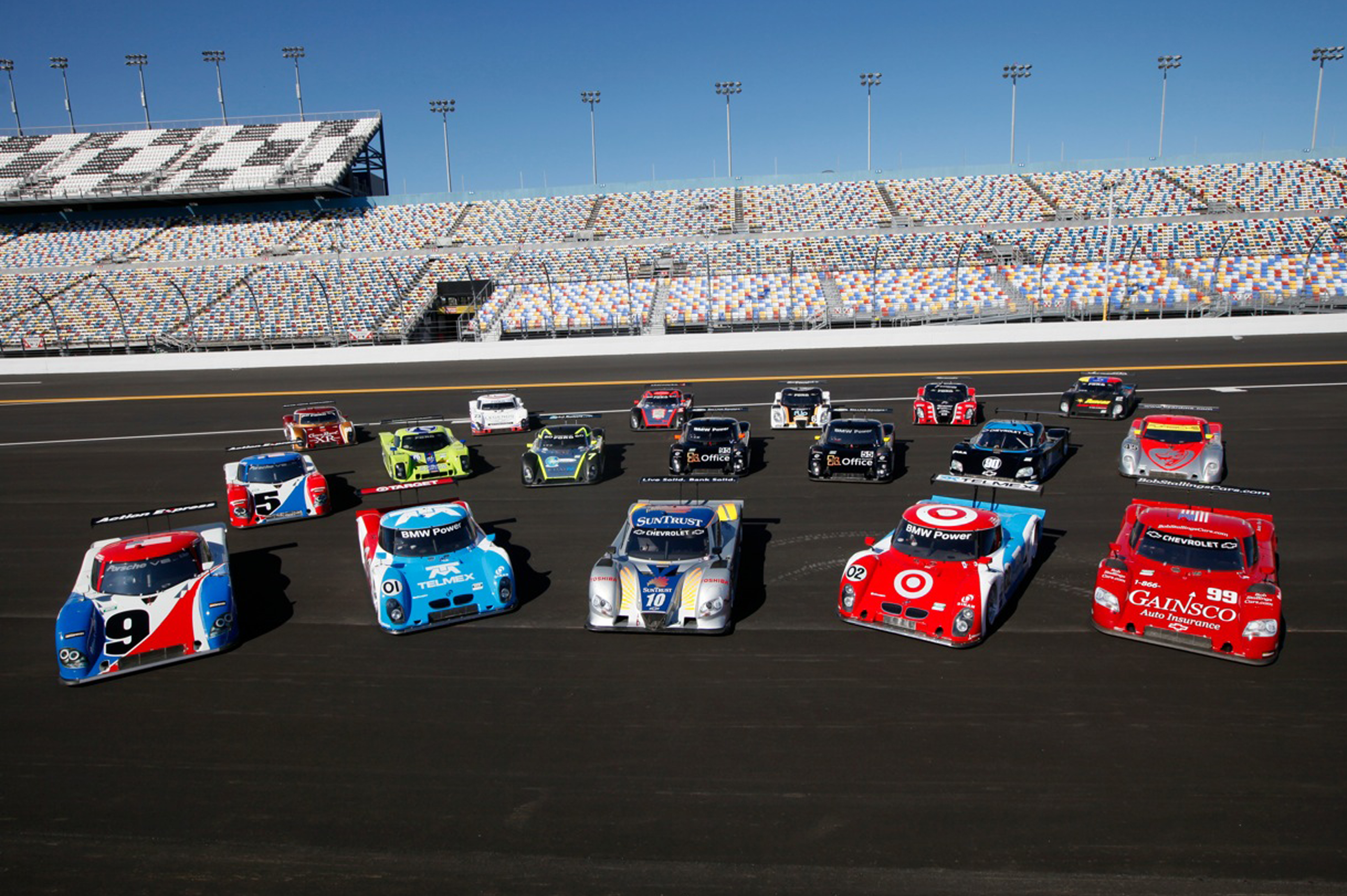
Foto di "gruppo" alla Rolex 24 Daytona Prototypes del 2011

La 24 Ore di Daytona  (ufficialmente denominata Rolex 24 at Daytona) è una corsa di resistenza per vetture sport-prototipo e Gran Turismo che si disputa dal 1966 a Daytona Beach in Florida sul circuito Daytona International Speedway. Questa corsa si è ispirata alla 24 Ore di Le Mans, introdotta nel 1923 e molto popolare negli Stati Uniti.
Il nome ufficiale della corsa è variato negli ultimi anni a seconda degli sponsor principali. La prova assunse il nome di 24 Hours Pepsi Challenge tra il 1978 e il 1983, poi di SunBank 24 at Daytona tra il 1984 e il 1991 e infine l'attuale Rolex 24 at Daytona a partire dal 1992.
Dal 1991, la prestigiosa marca svizzera di orologi Rolex è lo sponsor principale della corsa, i vincitori di ciascuna categoria ricevono come premio un Rolex Cosmograph Daytona in acciaio della marca con inciso l'anno della vittoria.

## Storia
La prima edizione della 24 Ore di Daytona è stata disputata nel 1966, l'origine risale però al 1962, con l'introduzione di una corsa detta la 3 Ore di Daytona valida per il campionato mondiale sport. Nel 1964, la gara viene trasformata in una 2000 chilometri (distanza doppia rispetto alle classiche prove di endurance) e vicino ad una durata di una dozzina di ore, prima di adottare il formato di 24 ore a partire dalla stagione 1966 su pressione della Ford, che voleva preparare al meglio il suo assalto alla 24 Ore di Le Mans di quell'anno. Questo formato persiste ancora oggi.
A differenza di Le Mans, la corsa di Daytona viene disputata interamente dentro ad un circuito chiuso senza perciò ricorrere all'uso di strade pubbliche, sfruttando alcune porzioni dell'anello dell'alta velocità comprese curve sopraelevate ed un tratto stradale interno al circuito. Sempre diversamente da Le Mans, la corsa si svolge in inverno, perciò le fasi notturne di gara sono molto più lunghe, il circuito è comunque dotato di un impianto di illuminazione lungo tutto il percorso sebbene la sezione interna sia scarsamente illuminata rispetto all'ovale principale. Tuttavia, le luci del circuito sono attivate solo ad un livello del 20%, con luci più brillanti nell'area dei box.
In passato, le vetture dovevano tagliare il traguardo dopo 24 ore per poter essere classificate, ciò ha portato spesso a scene drammatiche dove automobili danneggiate aspettavano ai box o a bordo pista per ore l'approssimarsi della fine della corsa, per poi riavviare i loro motori e concludere gli ultimi istanti di gara, venendo così classificati, anziché venire esclusi come corsa non conclusa. Una cosa del genere è accaduta per la prima volta nel 1962, durante la corsa di 3 ore: Dan Gurney che era in testa alla guida di una Lotus aveva costruito un buon margine di vantaggio sugli inseguitori, ma a pochi minuti dal termine ebbe dei problemi al motore e, temendo di non riuscire a completare ancora un altro giro fermò la vettura sulla parte superiore della curva sopraelevata antistante il traguardo, a un paio di metri dalla linea, attendendo che trascorresse il minuto e quaranta secondi che lo separava dallo scoccare delle tre ore di gara. Non appena il direttore di corsa sventolò la bandiera a scacchi e con i diretti inseguitori ancora distanti, Gurney premette il pulsante di accensione del motore e riuscì lentamente ad attraversare la linea del traguardo grazie alla spinta del motorino elettrico di avviamento, vincendo così la corsa. Ciò portò all'istituzione di una regola internazionale che impone ad un'automobile di attraversare la dirittura d'arrivo per mezzo della propria potenza per poter essere classificata. Ironia della sorte, proprio lo stesso Gurney fu "vittima" di questa nuova regola alla 12 Ore di Sebring del 1966, quando mentre conduceva la gara il motore della sua Ford GT40 si fermò a soli 2 minuti dal termine: il pilota frustrato spinse a mano la sua vettura per circa un quarto di miglio fino a superare il traguardo, venendo poi squalificato.
Dopo essere stata battuta dalla Ford nel 1966 sia a Daytona che a Le Mans, la Ferrari vinse l'edizione del 1967 monopolizzando il podio, organizzando un arrivo in parata trionfale delle sue 3 vetture che percorsero la curva sopraelevata appaiate destando molto stupore tra gli spettatori.

La Porsche vittoriosa nell'edizione del 1968 ripeté un analogo arrivo in parata con le sue 3 vetture. Nel 1972, a causa della crisi energetica, la gara è stata ridotta a 6 ore, mentre nel 1974 per gli stessi motivi la corsa è stata cancellata del tutto.
A partire dal 1970 alle squadre fu consentito di schierare un equipaggio di 3 piloti per vettura, oggi invece spesso 4 o 5 piloti guidano la stessa vettura, sulla vettura vincitrice nel 1997 si alternarono alla guida ben 7 piloti.

## Campionati e regolamenti
In origine, la 24 Ore di Daytona era una gara valevole per il Campionato del Mondo per Vetture Sport a cui partecipavano le migliori macchine guidate dai piloti specialisti di endurance. A partire dal 1982, questa gara di resistenza non è più stata inserita nel calendario delle prove del Campionato del mondo, in quanto venne adottato il regolamento tecnico della corsa, gestita dalla IMSA che non accettava ne la limitazione dei consumi prevista dalla FISA per le vetture iscritte al campionato riservato alle nuove Gruppo C, né alcuni accorgimenti ammessi per tali vetture (doppio turbocompressore e pedaliera oltre l'asse anteriore).

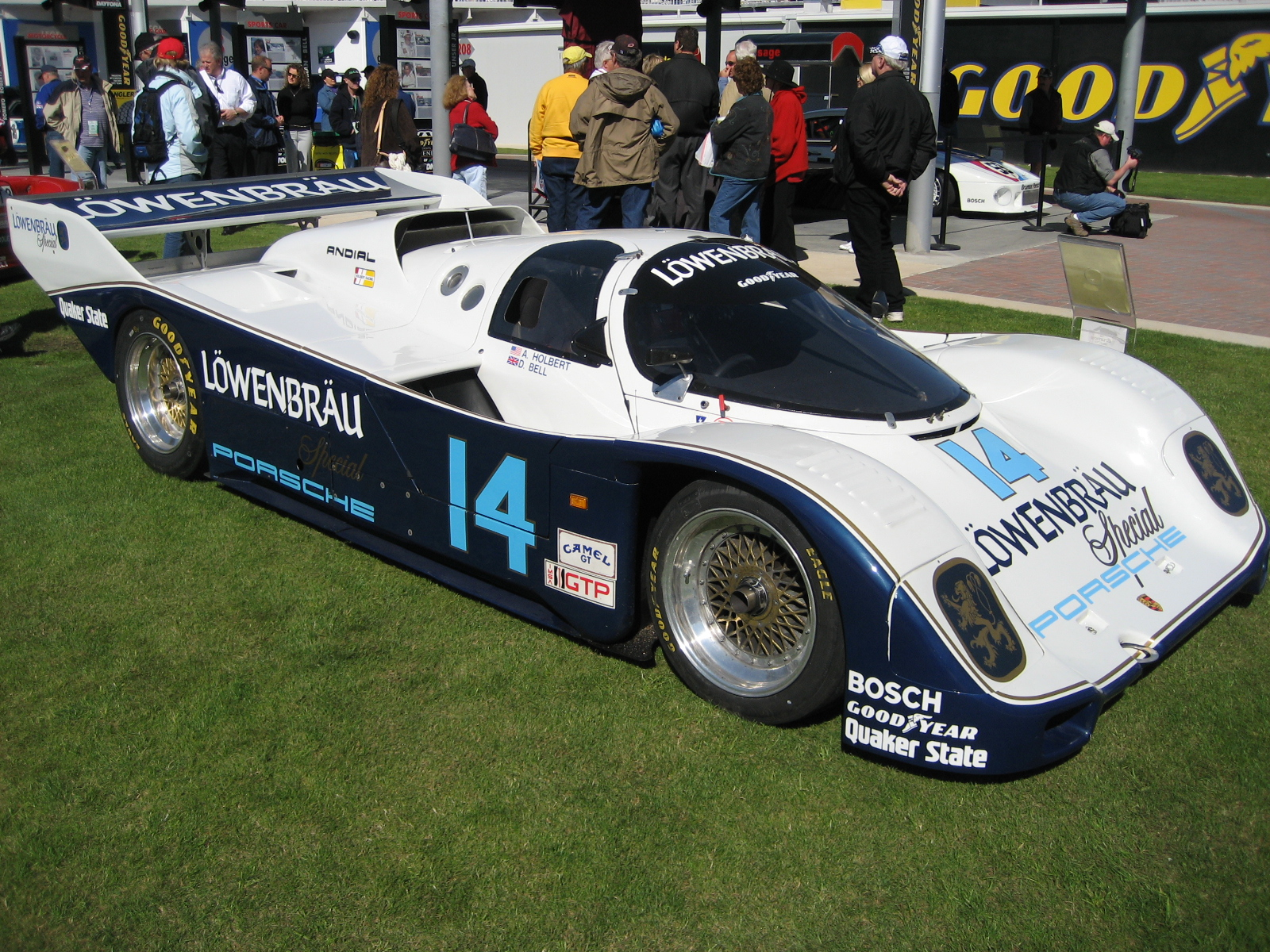
La Porsche 962 del team Lowenbrau-Holbert vincitrice nel 1986 e nel 1987

Nel 1982 divenne una prova valida solamente per il Campionato IMSA, la serie nordamericana di endurance. Questo cambiamento non limitò affatto la partecipazione alla gara da parte di veicoli e di equipaggi di qualità, al contrario gli anni ottanta furono tra i periodi più floridi, dominati dalle vetture GTP, categoria simile ai prototipi FIA Gruppo C. Ma all'inizio degli anni novanta, il regolamento tra le due serie si differenziò ancora di più (le vetture FIA adottarono motori di F.1), mentre di li a poco dei problemi finanziari colpirono i principali costruttori impegnati nelle due serie (Porsche, Nissan, Jaguar e Toyota) che si ritirarono, contribuendo ad un brusco calo dei partecipanti.
L'IMSA reagì dando vita nel 1994 ad una nuova categoria di vetture denominate World Sports Car (WSC), sport prototipi con carrozzeria aperta, di cui i due modelli più emblematici sono stati la Ferrari 333 SP e la Riley & Scott, senza comunque raggiungere il successo in termini di qualità e di partecipazione del decennio precedente.
Nel 1998, il regolamento tecnico IMSA stava per sposare la stessa normativa della 24 Ore di Le Mans, ma la volontà della famiglia France (proprietaria del circuito di Daytona) era quella di rendere la serie finanziariamente accessibile al maggior numero di team tagliando i costi delle vetture. Si giunse così ad una rottura con la federazione IMSA, e la gara passò sotto l'egida dello Sports Car Club of America (SCCA), organismo che dette vita alla serie denominata United States Road Racing Championship (USRRC) nella quale la 24 Ore di Daytona fece parte nel biennio 1998-1999, tale campionato non riscosse successo e ben presto fallì.

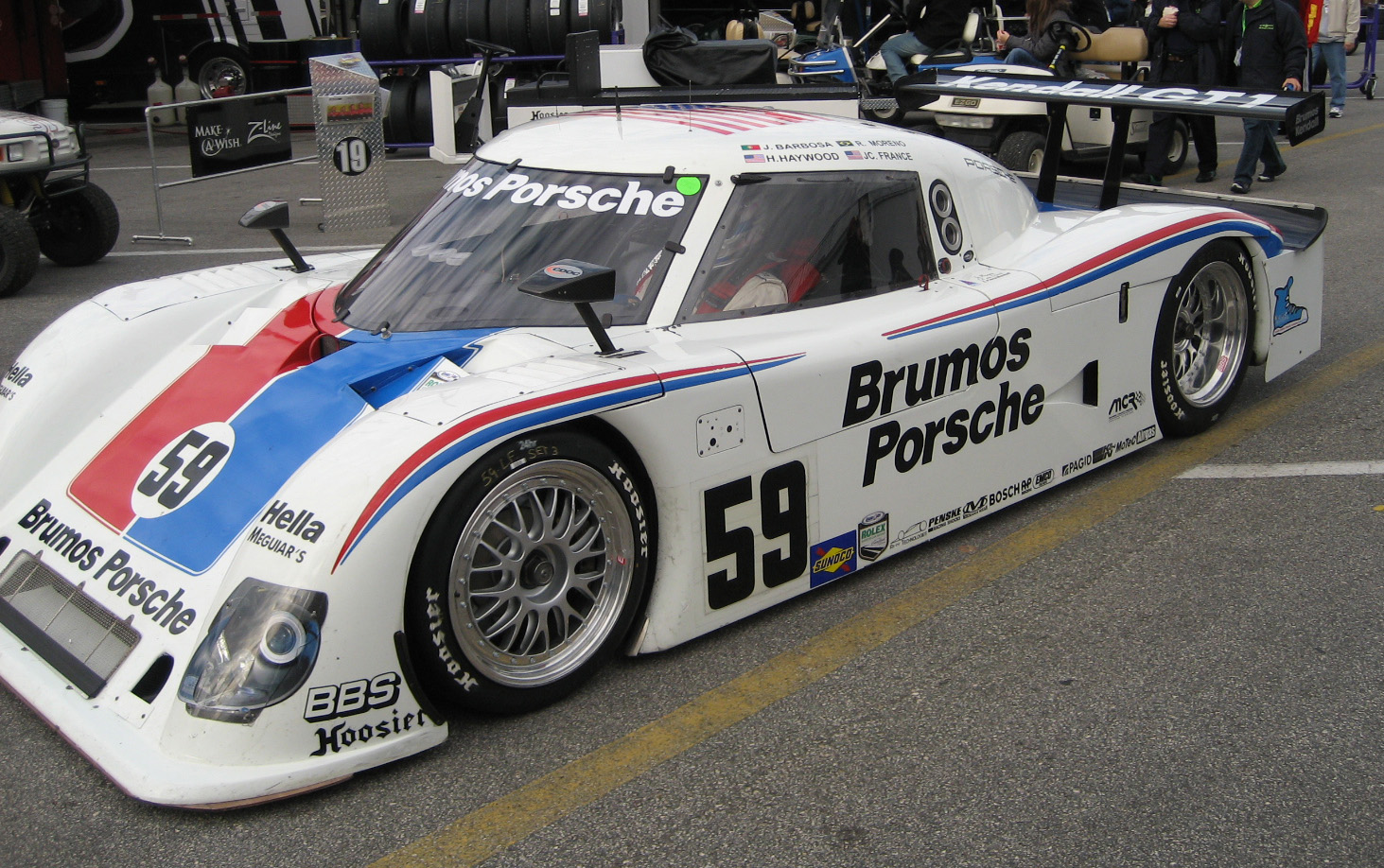
Una vettura della categoria Daytona Prototype

Nel 2000, la Famiglia France appoggiò un'altra federazione, la Grand American Road Racing Association, promotrice del nuovo campionato Grand-Am Rolex Sports Car Series (o più semplicemente Grand-Am), del quale la 24 Ore di Daytona fa tuttora parte e ne rappresenta l'evento di spicco. Rispetto all'American Le Mans Series organizzata dall'IMSA, la Grand-Am persiste con una politica orientata a garantire una griglia di partenza molto consistente livellando le prestazioni, sovente da alcuni criticata per il discreto livello qualitativo delle vetture, inclusi i prototipi che dovrebbero essere la classe regina.
Nel 2002 viene varato un nuovo regolamento tecnico, i tradizionali prototipi WSC vengono banditi e sostituiti da nuovi mezzi denominati Daytona Prototype, telai molto standardizzati costruiti solo da alcuni costruttori incaricati e dotati di motori derivati dalla grande produzione di serie, sono perciò meno sofisticati e più facilmente gestibili finanziariamente; anche le vetture Gran Turismo più potenti ed evolute vengono escluse, consentendo la partecipazione esclusivamente a versioni strettamente vicine a modelli stradali.

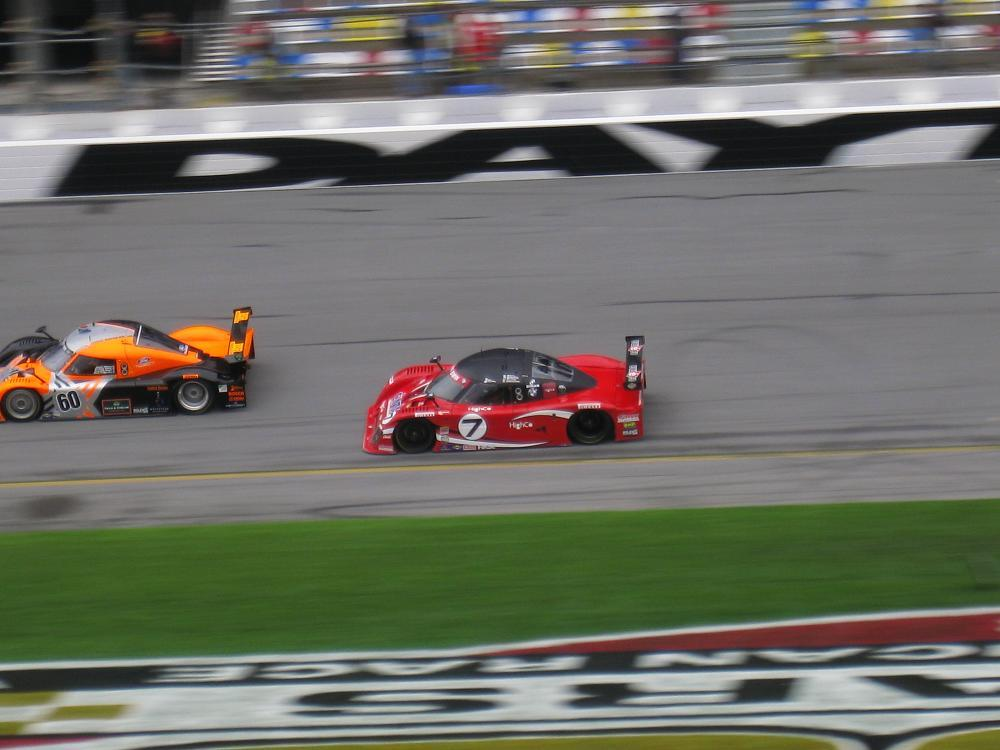
Alcuni Daytona Prototype affrontano la curva sopraelevata del circuito

L'introduzione dei Daytona Prototype, ha contribuito anche ad isolare la 24 Ore di Daytona dalle altre gare e campionati del genere endurance, infatti queste vetture sport possono gareggiare solo nella Grand-Am; spesso vengono criticati dagli amanti dell'automobilismo che li considerano automobili poco spettacolari e con prestazioni contenute, la conformazione aerodinamica conferisce loro una dubbia estetica, soprattutto in confronto alla sofisticazione dei prototipi impiegati nella 24 Ore di Le Mans.

Diversi segnali positivi sostengono le scelte degli organizzatori; il parco partenti è numeroso, ricco di piloti famosi (presenza massiccia di campioni della NASCAR, nonché della IndyCar). L'assenza di costruttori ufficiali, che di solito occupano un ruolo dominante, permette di assistere a gare combattute, influenzate dalle doti dei piloti o per scelte strategiche delle squadre e solo in minima parte dalla supremazia tecnica.

## Albo d'oro dei vincitori
| Anno    | Data                   | Piloti | Team                                    | Auto                           | Distanza      | Campionato                                        |
| 3 Ore   | 3 Ore                  | 3 Ore | 3 Ore                                   | 3 Ore                          | 3 Ore         | 3 Ore                                             |
| ------- | ---------------------- | --- | --------------------------------------- | ------------------------------ | ------------- | ------------------------------------------------- |
| 1962    | 11 febbraio            | Dan Gurney                                                                                                | Frank Arciero                           | Lotus 19B-Coventry Climax      | 502.791 km    | World Sportscar Championship                      |
| 1963    | 17 febbraio            | Pedro Rodríguez                                                                                           | North American Racing Team              | Ferrari 250 GTO                | 494.551 km    | World Sportscar Championship                      |
| 2000 km |                        | |                                         |                                |               |                                                   |
| 1964    | 16 febbraio            | Pedro Rodríguez Phil Hill                                                                                 | North American Racing Team              | Ferrari 250 GTO                | -             | World Sportscar Championship                      |
| 1965    | 28 febbraio            | Ken Miles Lloyd Ruby                                                                                      | Shelby-American Inc.                    | Ford GT40 Mk.II                | -             | World Sportscar Championship                      |
| 24 ore  |                        | |                                         |                                |               |                                                   |
| 1966    | 5-6 febbraio           | Ken Miles Lloyd Ruby                                                                                      | Shelby-American Inc.                    | Ford GT40 Mk. II               | 4157.222 km   | World Sportscar Championship                      |
| 1967    | 4-5 febbraio           | Lorenzo Bandini Chris Amon                                                                                | SpA Ferrari SEFAC                       | Ferrari 330 P3/4               | 4083.646 km   | World Sportscar Championship                      |
| 1968    | 3-4 febbraio           | Vic Elford Jochen Neerpasch Rolf Stommelen Jo Siffert Hans Herrmann                                       | Porsche System Engineering              | Porsche 907LH                  | 4126.567 km   | World Sportscar Championship                      |
| 1969    | 1º-2 febbraio          | Mark Donohue Chuck Parsons                                                                                | Roger Penske Sunoco Racing              | Lola T70 Mk.3B-Chevrolet       | 3838.382 km   | World Sportscar Championship                      |
| 1970    | 31 gennaio 1º febbraio | Pedro Rodríguez Leo Kinnunen Brian Redman                                                                 | J.W. Engineering                        | Porsche 917K                   | 4439.279 km‡  | World Sportscar Championship                      |
| 1971    | 30-31 gennaio          | Pedro Rodríguez Jackie Oliver                                                                             | J.W. Automotive Engineering             | Porsche 917K                   | 4218.542 km   | World Sportscar Championship                      |
| 6 ore   |                        | |                                         |                                |               |                                                   |
| 1972    | 5-6 febbraio           | Mario Andretti Jacky Ickx                                                                                 | SpA Ferrari SEFAC                       | Ferrari 312 PB                 | 1189.531 km   | World Sportscar Championship                      |
| 24 ore  |                        | |                                         |                                |               |                                                   |
| 1973    | 3-4 febbraio           | Peter Gregg Hurley Haywood                                                                                | Brumos Porsche                          | Porsche Carrera RSR            | 4108.172 km   | World Sportscar Championship                      |
| 1974    | Non disputata          | Non disputata                                                                                             | Non disputata                           | Non disputata                  | Non disputata | Non disputata                                     |
| 1975    | 1º-2 febbraio          | Peter Gregg Hurley Haywood                                                                                | Brumos Porsche                          | Porsche Carrera RSR            | 4194.015 km   | World Sportscar Championship IMSA GT Championship |
| 1976    | 31 gennaio 1º febbraio | Peter Gregg Brian Redman John Fitzpatrick                                                                 | BMW of North America                    | BMW 3.0 CSL                    | 3368.035 km   | IMSA GT Championship                              |
| 1977    | 5-6 febbraio           | Hurley Haywood John Graves Dave Helmick                                                                   | Ecurie Escargot                         | Porsche Carrera RSR            | 4208.499 km   | World Sportscar Championship IMSA GT Championship |
| 1978    | 4-5 febbraio           | Peter Gregg Rolf Stommelen Toine Hezemans                                                                 | Brumos Porsche                          | Porsche 935/77                 | 4202.319 km   | World Sportscar Championship IMSA GT Championship |
| 1979    | 3-4 febbraio           | Hurley Haywood Ted Field Danny Ongais                                                                     | Interscope Racing                       | Porsche 935/79                 | 4227.039 km   | World Sportscar Championship IMSA GT Championship |
| 1980    | 2-3 febbraio           | Rolf Stommelen Volkert Merl Reinhold Joest                                                                | L&M Joest Racing                        | Porsche 935J                   | 4418.615 km   | World Sportscar Championship IMSA GT Championship |
| 1981    | 31 gennaio 1º febbraio | Bobby Rahal Brian Redman Bob Garretson                                                                    | Garretson Racing/Style Auto             | Porsche 935 K3                 | 4375.355 km   | World Sportscar Championship IMSA GT Championship |
| 1982    | 30-31 gennaio          | John Paul Sr. John Paul Jr. Rolf Stommelen                                                                | JLP Racing                              | Porsche 935 JLP-3              | 4443.334 km   | IMSA GT Championship                              |
| 1983    | 5-6 febbraio           | A.J. Foyt Preston Henn Bob Wollek Claude Ballot-Lena                                                      | Henn's Swap Shop Racing                 | Porsche 935L                   | 3819.167 km   | IMSA GT Championship                              |
| 1984    | 4-5 febbraio           | Sarel van der Merwe Tony Martin Graham Duxbury                                                            | Kreepy Krauly Racing                    | March 83G-Porsche              | 3986.023 km   | IMSA GT Championship                              |
| 1985    | 2-3 febbraio           | A.J. Foyt Bob Wollek Al Unser Sr. Thierry Boutsen                                                         | Henn's Swap Shop Racing                 | Porsche 962C                   | 4027.673 km   | IMSA GT Championship                              |
| 1986    | 1º-2 febbraio          | Al Holbert Derek Bell Al Unser Jr.                                                                        | Löwenbräu Holbert Racing                | Porsche 962C                   | 4079.236 km   | IMSA GT Championship                              |
| 1987    | 31 gennaio 1º febbraio | Al Holbert Derek Bell Chip Robinson Al Unser Jr.                                                          | Löwenbräu Holbert Racing                | Porsche 962C                   | 4314.136 km   | IMSA GT Championship                              |
| 1988    | 30-31 gennaio          | Raul Boesel Martin Brundle John Nielsen Jan Lammers                                                       | Castrol Jaguar Racing (TWR)             | Jaguar XJR-9                   | 4170.905 km   | IMSA GT Championship                              |
| 1989    | 4-5 febbraio           | John Andretti Derek Bell Bob Wollek                                                                       | Miller/BFGoodrich Busby Racing          | Porsche 962C                   | 3557.873 km†  | IMSA GT Championship                              |
| 1990    | 3-4 febbraio           | Davy Jones Jan Lammers Andy Wallace                                                                       | Castrol Jaguar Racing (TWR)             | Jaguar XJR-12D                 | 4359.970 km   | IMSA GT Championship                              |
| 1991    | 2-3 febbraio           | Hurley Haywood "John Winter" Frank Jelinski Henri Pescarolo Bob Wollek                                    | Joest Racing                            | Porsche 962C                   | 4119.341 km   | IMSA GT Championship                              |
| 1992    | 1º-2 febbraio          | Masahiro Hasemi Kazuyoshi Hoshino Toshio Suzuki                                                           | Nissan Motorsports Intl.                | Nissan R91CP                   | 4365.700 km   | IMSA GT Championship                              |
| 1993    | 30-31 gennaio          | P. J. Jones Mark Dismore Rocky Moran                                                                      | All American Racers                     | Eagle MkIII-Toyota             | 3999.027 km   | IMSA GT Championship                              |
| 1994    | 5-6 febbraio           | Paul Gentilozzi Scott Pruett Butch Leitzinger Steve Millen                                                | Cunningham Racing                       | Nissan 300ZX                   | 4050.090 km   | IMSA GT Championship                              |
| 1995    | 4-5 febbraio           | Jürgen Lässig Christophe Bouchut Giovanni Lavaggi Marco Werner                                            | Kremer Racing                           | Kremer K8 Spyder-Porsche       | 3953.192 km   | IMSA GT Championship                              |
| 1996    | 3-4 febbraio           | Wayne Taylor Scott Sharp Jim Pace                                                                         | Doyle Racing                            | Riley & Scott MkIII-Oldsmobile | 3993.298 km   | IMSA GT Championship                              |
| 1997    | 1º-2 febbraio          | Rob Dyson James Weaver Butch Leitzinger Andy Wallace John Paul Jr. Elliott Forbes-Robinson John Schneider | Dyson Racing                            | Riley & Scott MkIII-Ford       | 3953.192 km   | IMSA GT Championship                              |
| 1998    | 31 gennaio 1º febbraio | Mauro Baldi Arie Luyendyk Gianpiero Moretti Didier Theys                                                  | Doran-Moretti Racing                    | Ferrari 333 SP                 | 4073.507 km   | U.S. Road Racing Championship                     |
| 1999    | 30-31 gennaio          | Elliott Forbes-Robinson Butch Leitzinger Andy Wallace                                                     | Dyson Racing Team Inc.                  | Riley & Scott MkIII-Ford       | 4056.319 km   | U.S. Road Racing Championship                     |
| 2000    | 5-6 febbraio           | Olivier Beretta Dominique Dupuy Karl Wendlinger                                                           | Viper Team Oreca                        | Dodge Viper GTS-R              | 4142.258 km   | Rolex Sports Car Series                           |
| 2001    | 3-4 febbraio           | Ron Fellows Chris Kneifel Franck Fréon Johnny O'Connell                                                   | Corvette Racing                         | Chevrolet Corvette C5-R        | 3758.398 km   | Rolex Sports Car Series                           |
| 2002    | 2-3 febbraio           | Didier Theys Fredy Lienhard Max Papis Mauro Baldi                                                         | Doran Lista Racing                      | Dallara SP1-Judd               | 4102.153 km   | Rolex Sports Car Series                           |
| 2003    | 1º-2 febbraio          | Kevin Buckler Michael Schrom Timo Bernhard Jörg Bergmeister                                               | The Racer's Group                       | Porsche 911 GT3-RS             | 3981.839 km   | Rolex Sports Car Series                           |
| 2004    | 31 gennaio 1º febbraio | Christian Fittipaldi Terry Borcheller Forest Barber Andy Pilgrim                                          | Bell Motorsports                        | Doran JE4-Pontiac              | 3013.98 km†   | Rolex Sports Car Series                           |
| 2005    | 5-6 febbraio           | Max Angelelli Wayne Taylor Emmanuel Collard                                                               | SunTrust Racing                         | Riley MkXI-Pontiac             | 4068.300 km†  | Rolex Sports Car Series                           |
| 2006    | 28-29 gennaio          | Scott Dixon Dan Wheldon Casey Mears                                                                       | Target Chip Ganassi Racing              | Riley MkXI-Lexus               | 4205.82 km    | Rolex Sports Car Series                           |
| 2007    | 27-28 gennaio          | Juan Pablo Montoya Salvador Durán Scott Pruett                                                            | Telmex Chip Ganassi Racing              | Riley MkXI-Lexus               | 3826.972 km   | Rolex Sports Car Series                           |
| 2008    | 26-27 gennaio          | Juan Pablo Montoya Dario Franchitti Scott Pruett Memo Rojas                                               | Telmex Chip Ganassi Racing              | Riley MkXI-Lexus               | 3981.839 km   | Rolex Sports Car Series                           |
| 2009    | 24-25 gennaio          | David Donohue Antonio García Darren Law Buddy Rice                                                        | Brumos Racing                           | Riley MkXI-Porsche             | 4211.009 km   | Rolex Sports Car Series                           |
| 2010    | 30-31 gennaio          | João Barbosa Terry Borcheller Ryan Dalziel Mike Rockenfeller                                              | Action Express Racing                   | Riley MkXI-Porsche             | 4326.15 km    | Rolex Sports Car Series                           |
| 2011    | 29-30 gennaio          | Joey Hand Graham Rahal Scott Pruett Memo Rojas                                                            | Telmex Chip Ganassi Racing              | Riley MkXI-BMW                 | 4125.6 km     | Rolex Sport Car Series                            |
| 2012    | 28-29 gennaio          | A. J. Allmendinger Oswaldo Negri John Pew Justin Wilson                                                   | Michael Shank Racing con Curb-Agajanian | Riley MkXXVI-Ford              | 4359 km       | Rolex Sports Car Series                           |
| 2013    | 26-27 gennaio          | Juan Pablo Montoya Charlie Kimball Scott Pruett Memo Rojas                                                | Chip Ganassi Racing                     | Riley MkXXVI-BMW               | 3981,839 km   | Rolex Sports Car Series                           |
| 2014    | 25-26 gennaio          | João Barbosa Christian Fittipaldi Sébastien Bourdais                                                      | Action Express Racing                   | Coyote-Corvette DP             | 3981,839 km   | United SportsCar Championship                     |
| 2015    | 24-25 gennaio          | Scott Dixon Tony Kanaan Kyle Larson Jamie McMurray                                                        | Chip Ganassi Racing                     | Riley MkXXVI-Ford              | 4238,750 km   | United SportsCar Championship                     |
| 2016    | 30-31 gennaio          | Ed Brown Johannes van Overbeek Scott Sharp Pipo Derani                                                    | Tequila Patrón ESM                      | Ligier JS P2-Honda             | 4215,837 km   | WeatherTech SportsCar Championship                |
| 2017    | 28-29 gennaio          | Ricky Taylor Jordan Taylor Max Angelelli Jeff Gordon                                                      | Wayne Taylor Racing                     | Cadillac DPi-V.R               | 3774,778 km   | WeatherTech SportsCar Championship                |
| 2018    | 27-28 gennaio          | João Barbosa Filipe Albuquerque Christian Fittipaldi                                                      | Mustang Sampling Racing                 | Cadillac DPi-V.R               | 4629,84 km    | WeatherTech SportsCar Championship                |
| 2019    | 26-27 gennaio          | Jordan Taylor Fernando Alonso Renger van der Zande Kamui Kobayashi                                        | Wayne Taylor Racing                     | Cadillac DPi-V.R               | 3236,52 km    | WeatherTech SportsCar Championship                |
| 2020    | 25-26 gennaio          | Ryan Briscoe Scott Dixon Kamui Kobayashi Renger van der Zande                                             | Wayne Taylor Racing                     | Cadillac DPi-V.R               | 4,772,48 km   | WeatherTech SportsCar Championship                |
| 2021    | 30-31 gennaio          | Filipe Albuquerque Hélio Castroneves Alexander Rossi Ricky Taylor                                         | Wayne Taylor Racing                     | Acura ARX-05                   | 4,623.52 km   | Campionato IMSA WeatherTech SportsCar             |
| 2022    | 29-30 gennaio          | Tom Blomqvist Hélio Castroneves Oliver Jarvis Simon Pagenaud                                              | Meyer Shank Racing w/ Curb-Agajanian    | Acura ARX-05                   | 4,359.76 km   | Campionato IMSA WeatherTech SportsCar             |
| 2023    | 28-29 gennaio          | Tom Blomqvist Colin Braun Hélio Castroneves Simon Pagenaud                                                | Meyer Shank Racing w/ Curb-Agajanian    | Acura ARX-06                   | 4,486.01 km   | Campionato IMSA WeatherTech SportsCar             |
| 2024    | 27-28 gennaio          | Dane Cameron Matt Campbell Felipe Nasr Josef Newgarden                                                    | Porsche Penske Motorsport               | Porsche 963                    | 4,531.85 km   | Campionato IMSA WeatherTech SportsCar             |
| 2025    | 25-26 gennaio          | Felipe Nasr Nick Tandy Laurens Vanthoor                                                                   | Porsche Penske Motorsport               | Porsche 963                    | 4,475.13 km   | Campionato IMSA WeatherTech SportsCar             |